# Doto kya
Doto kya är en snäckart som beskrevs av Er. Marcus 1961. Doto kya ingår i släktet Doto och familjen Dotoidae. Inga underarter finns listade i Catalogue of Life.